# العلاقات الأنغولية السورية
العلاقات الأنغولية السورية هي العلاقات الثنائية التي تجمع بين أنغولا وسوريا.

## مقارنة بين البلدين
هذه مقارنة عامة ومرجعية للدولتين:
| وجه المقارنة                                              | أنغولا           | سوريا                    |
| --------------------------------------------------------- | ---------------- | ------------------------ |
| المساحة (كم2)                                             | 1.25 مليون       | 185.18 ألف               |
| عدد السكان (نسمة)                                         | 29.78 مليون      | 18.27 مليون              |
| الكثافة السكانية (ن./كم²)                                 | 23.82            | 98.66                    |
| العاصمة                                                   | لواندا           | دمشق                     |
| اللغة الرسمية                                             | اللغة البرتغالية | اللغة العربية            |
| العملة                                                    | كوانزا أنغولي    | ليرة سورية               |
| الناتج المحلي الإجمالي (بليون دولار)                      | 124.21 مليار     | 60.20 مليار              |
| الناتج المحلي الإجمالي (تعادل القوة الشرائية) بليون دولار | 184.83 مليار     |                          |
| الناتج المحلي الإجمالي الاسمي للفرد دولار أمريكي          | 4.10 ألف         |                          |
| الناتج المحلي الإجمالي للفرد دولار أمريكي                 |                  |                          |
| مؤشر التنمية البشرية                                      | 0.533            | 0.594                    |
| رمز المكالمات الدولي                                      | +244             | +963                     |
| رمز الإنترنت                                              | .ao              | .sy                      |
| المنطقة الزمنية                                           | ت ع م+01:00      | ت ع م+02:00، ت ع م+03:00 |

## منظمات دولية مشتركة
يشترك البلدان في عضوية مجموعة من المنظمات الدولية، منها:
| علم المنظمة | اسم المنظمة                        | تاريخ انضمام أنغولا | تاريخ انضمام سوريا |
| ----------- | ---------------------------------- | ------------------- | ------------------ |
|             | منظمة الشرطة الجنائية الدولية      | ?                   | ?                  |
|             | منظمة حظر الأسلحة الكيميائية       | ?                   | ?                  |
|             | مؤسسة التمويل الدولية              | 19 سبتمبر 1989      | 28 يونيو 1962      |
|             | يونسكو                             | 11 مارس 1977        | 16 نوفمبر 1946     |
|             | البنك الدولي للإنشاء والتعمير      | 19 سبتمبر 1989      | 10 أبريل 1947      |
|             | مؤسسة التنمية الدولية              | 19 سبتمبر 1989      | 28 يونيو 1962      |
|             | الأمم المتحدة                      | 1 ديسمبر 1976       | 24 أكتوبر 1945     |
|             | وكالة ضمان الاستثمار متعدد الأطراف | 19 سبتمبر 1989      | 14 مايو 2002       |
|             | الاتحاد الدولي للاتصالات           | 13 أكتوبر 1976      | 12 يناير 1924      |
|             | الاتحاد البريدي العالمي            | ?                   | ?                  |

## وصلات خارجية
- موقع وزارة الخارجية الأنغولية